# 铁店窑遗址
铁店窑遗址位于中国浙江省金华市婺城区琅琊镇铁店村，是婺州窑的代表性窑址之一，2001年被列为第五批全国重点文物保护单位。
铁店窑遗址于1981年被发现，现存窑址三处。一号窑址位于铁店村西约200米的山坡上，面积约两万平方米。二号窑址位于村西南，面积约800平方米。三号窑址位于村中部东南口，面积约1000平方米。发掘的瓷器主要有乳浊釉瓷、青釉瓷、黑釉瓷三种类型。